# Кармели, Микеланджело
Микеланджело Кармели (итал. Michelangelo Carmeli; 27 сентября 1706, Читтаделла (ныне в составе коммуны Монтегальделла) — 15 декабря 1766, Падуя) — итальянский филолог, переводчик и поэт. При рождении получил имя Дзено, которое изменил на Микеланджело при вступлении в орден миноритов.
Учился в коллегиях миноритов в Вероне и Падуе, затем совершенствовался в древнегреческом и древнееврейском языках в Риме. Некоторое время преподавал древнегреческий язык, с 1739 года профессор богословия в Падуанском университете, а в 1744 году стал первым в университете профессором восточных языков.
Среди важнейших работ Кармели — переводы на итальянский трагедий Еврипида и комедии Аристофана «Плутос», опубликованные соответственно в 1743 и 1752 годах с параллельными древнегреческими текстами; проблемам перевода Еврипида Кармели посвятил отдельный труд (лат. Pro Euripide et novo eius Italico interprete dissertatio; 1750). В других работах он также касался вопросов перевода античных авторов, от Гомера до Плавта. Кроме того, Кармели опубликовал ряд собственных стихотворных произведений, в том числе поэму «Совет богов» (итал. Il concilio degli Dei; 1757) в честь Франческо II Лоренцо Морозини и повесть в стихах «Филолип» (итал. Il Filolipo; 1743). Посмертно в Риме вышел сборник филологических статей (итал. Dissertazioni varie filologiche; 1768).